# Иневка (река)
И́невка — река в Московской области России, левый приток Нары.
Берёт начало в 1,5 км к юго-востоку от станции Акулово Большого кольца Московской железной дороги. Впадает в Нару у деревни Литвиново, в 10 км выше Наро-Фоминска.
Длина составляет 11 км, по другим данным — 16 км. Равнинного типа. Питание преимущественно снеговое. Замерзает обычно в середине ноября, вскрывается в середине апреля:7—8. Летом в верховьях пересыхает на три километра. Интереса для туристов не представляет, поскольку низовья застроены дачами и населёнными пунктами, а в верховьях река протекает по территории военного полигона.
По данным Государственного водного реестра России, относится к Окскому бассейновому округу. Речной бассейн — Ока, речной подбассейн — бассейны притоков Оки до впадения Мокши, водохозяйственный участок — Нара от истока до устья.